# Långtjärnen (Sävars socken, Västerbotten, 713967-170852)
Långtjärnen är en sjö i Umeå kommun i Västerbotten och ingår i Sävaråns huvudavrinningsområde.